# هاري نوريس
هاري نوريس (بالإنجليزية: Harry Norris)‏ هو مهندس معماري أسترالي، ولد في 12 يونيو 1888، وتوفي في 15 ديسمبر 1966.